# Lawrence Beesley
Pour les articles homonymes, voir Beesley.
Lawrence Beesley (31 décembre 1877 – 14 février 1967) est un enseignant, journaliste et écrivain britannique. Après des études à Cambridge, il enseigne les sciences jusqu'à sa démission en 1912. En avril 1912, il voyage à bord du Titanic pour rejoindre de la famille en Amérique. Il occupe une cabine de deuxième classe.
Il est rescapé du naufrage, en montant à bord du canot no 13. Il publie la même année le récit de son aventure : The Loss of S.S. « Titanic ». En 1958, il fait une apparition remarquée sur le plateau de tournage du film Atlantique, latitude 41° en tentant de rester à bord du paquebot en train de couler.

## Biographie

### Jeunesse
Lawrence Beesley est né le 31 décembre 1877 à Wirksworth en Angleterre. Il est le fils de Henry Beesley, directeur de banque. Après des études à Derby puis au Caïus College de Cambridge, il devient enseignant. À partir de 1904, il enseigne les sciences au Dulwich College.
En 1912, il démissionne pour partir en vacances à Toronto où il souhaite voir son frère. Des amis ayant voyagé sur l’Olympic lui conseillent d'emprunter le tout dernier paquebot de la White Star Line, le Titanic.

### Naufrage duTitanicet fin de vie
Beesley embarque à Southampton le 10 avril 1912. Il voyage seul et occupe une cabine de deuxième classe. La traversée est tranquille et Beesley passe ses journées à se promener et observer la mer depuis le pont des embarcations. Le dimanche, il reste un temps dans la bibliothèque de deuxième classe pour remplir une déclaration de remise de biens au commissaire de bord. Il en profite pour sympathiser avec certains de ses compagnons de voyage, notamment un révérend britannique nommé Carter. Le soir avant de se coucher, il est au nombre des passagers qui se réunissent dans la salle à manger autour du révérend pour entonner des cantiques, notamment For Those in Peril on the Sea,.
Lorsque le Titanic heurte un iceberg le 14 avril 1912 à 23 h 40, Beesley lit dans sa couchette. Il ne ressent pas la collision, mais note l'arrêt du mouvement de son matelas. Un steward étant incapable de lui expliquer pourquoi les machines ont été arrêtées, Beesley monte enquêter sur le pont. Il rassure ensuite deux passagères en leur faisant écouter le bruit des machines, qui se propage dans les tuyaux. Le froid le pousse ensuite à se rendre au fumoir où des joueurs de cartes ont vu passer l'iceberg, mais ne prennent pas la situation au sérieux.
Il retourne donc à sa cabine sans s'inquiéter, puis finit par se rhabiller et monter sur le pont des embarcations. Il assiste au chargement des canots. Alors que le canot no 13 est sur le point de descendre, un officier lui propose d'y prendre place, ce qu'il fait. Dans les heures qui suivent, à bord du canot, il réchauffe un bébé et a la surprise de découvrir que sa mère et lui ont des amis communs,.
Après le naufrage, Beesley témoigne dans un ouvrage qu'il publie en 1912 : The Loss of S.S. « Titanic ». En 1958, durant le tournage du film Atlantique, latitude 41°, Beesley tente d'intervenir sur le plateau pour couler avec le navire, mais le réalisateur l'en empêche. Beesley meurt le 14 février 1967.